# Gosh (Rockzirkus)
Gosh, Cirque Gosh, Rockzirkus Gosh war eine deutsch-französische Gruppe von Zirkuskünstlern und Rockmusikern, die als Wegbereiter des Cirque Nouveau international unterwegs gewesen sind.

## Geschichte
Gosh wurde 1990 von 13 jungen Künstlerinnen und Künstlern in Berlin gegründet. Anfangs trat Gosh vor allem in Deutschland auf, jedoch verlagerte sich der Schwerpunkt schnell ins europäische und außereuropäische Ausland.
Nach den ersten beiden Produktionen verlegte die Gruppe ihren Sitz nach Frankreich, wo sie in Alès (Gard) feste Proberäume und Werkstätten einrichtete. 
Gosh erarbeiteten ihre Produktionen im Kollektiv meist unter der Leitung des kanadischen Regisseurs Michel Dallaire. Die Techniken des Zirkus, der Clownerie, des Theaters und der Musik, bildeten dabei die Grundlage der Arbeit. Nach dem Prinzip Work in progress wurden die Produktionen auch nach der Premiere ständig weiterentwickelt. 
Besonderes Kennzeichen der Produktionen war die Gleichberechtigung von Rockmusik und Artistik: Akrobatik, Pantomime, wilder Rock ’n’ Roll und Tanz, fliegende Menschen und Gegenstände. Die auf die Bühne zugeschnittene Rockmusik hatte keine begleitende Funktion, sondern verband alles zu einer durchgängigen Show.
Ihre Spielstätten waren nicht nur das traditionelle Zirkuszelt, Gosh trat auch in großen Clubs auf, in denen sonst Rock- und Popkonzerte veranstaltet werden. 
Die Compagnie Gosh löste sich im Jahre 2008 auf. Viele Künstler arbeiteten weiter als Solisten oder in anderen Formationen in den unterschiedlichsten Funktionen. 

## Reaktionen
„Die Band etwa ist bei "Gosh" eine Anhäufung halbverrückter Kaspar Hausers, die sich überall herumtreiben, nur nicht im Hintergrund.“

„Die eingängigen Rocksongs, die Uli Brandt mit ihren fünf Musikern wahrlich nicht zimperlich durch die Lautsprecher peitscht - sie konkurrieren wirkungsvoll mit den Kriskats, die am Trapez baumeln und dabei Liebesbriefe zum schönen Ramon herabsegeln lassen“

## Mitglieder des Ensembles

### Gründungsmitglieder
- Florian Appl (Piano)
- Maria Fremmer (Vocal, Saxophon)
- Christian Glieber (Drums)
- Christoph Janz (Gitarre)[5]
- Marcus Jeroch (Jonglage)
- Kathrin Mlynek (Trapez)
- Eric Muller (Jonglage)
- Helmut Nünning (Bass)
- Christine Ritter (Trapez)
- Sabine Rieck (Akrobatik)
- Léon Touret (Technik)
- Martin van Bracht (Akrobatik)
- Edgar Weizel (Technik)
- Detlev Winterberg (Jonglage, Comedy)

### Spätere Mitglieder (Auswahl)
Nordine Allal (Mast), Boris Arquier (Clown), Grégoire Barbedor (Comédien), Céline Berneron (Seil), Denis Bore (Akrobat), Ratze Borgwardt (Technik), Sophie Borthwick (Gesang), Jérôme Bossard (Drums), Uli Brandt (Vocal), Gregoire Chomel (Ton), Facundo Diab (Trapez), Philippe Derene (Drums), Ramon Fernandez (Vertikalseil), Jean fi Pernin (Technik), Valérie Garçon (Kontorsion), Christian Glieber (Drums), Markus Greiner (Drums), Ken Harrison (Jonglage), Melanie Hellwig (Licht), Yves Loricourt (Piano), Michel Herman (Regie), Ignacio Herrero-López (Schlappseil), Eric Jankowsky (Bass), Alex Jost (Ton), Angela Laurier (Kontorsion), Livi Loricourt (Piano), Cécile Maillard (Drahtseil), Georgina Majench (Admin), Patricia Marinier (Comedy), Joe Maubach (Technik), Cécile Meyer (Drahtseil), Pierre Maurice Nouvel (Regie), Guy Périlhou (Admin), Pierre Pilate (Regie), Wilfried Schick (Technik), Thibaut Schoifer (Jonglage), Odile Vitalis (Comedy).

## Produktionen
- Artistic in Concert (1990)
- Shak Edi Bobo (1994)
- Mad(e) in Paradise (1997)
- Pelahueso (2000)
- Une poignée de femmes (2001)
- Vladjalo (2005)

Quelle

## Herausragende Auftritte (Auswahl)
- Tollhaus, Karlsruhe (1990)[7]
- Glastonbury Festival (1990)
- Tempodrom, Berlin (1992)[8]
- Tränenpalast, Berlin (1992)
- Stockholm Water Festival (1993)[9]
- Tollwood-Festival, München (1993)[10]
- Copenhagen International Theatre Festival (1993)[11]
- Kampnagel, Hamburg (1995)[12]
- Donaufestival, Krems (1995)
- Ruhrfestspiele, Recklinghausen (1995)[13]
- Tramway, Glasgow (1995)
- Hebbel-Theater, Berlin (1997)[14]
- Festival Trapezi, Barcelona (2002)[15]
- Salamanca, Oper (2003)
- Cabaret Sauvage, Parc de la Villette, Paris (2006)[16]